# Přestavlky (Sedlec-Prčice)
Přestavlky jsou vesnice, část města Sedlec-Prčice v okrese Příbram ve Středočeském kraji. Nachází se 1,5 kilometru jihovýchodně od Prčic. Je zde evidováno 66 adres. V roce 2011 zde trvale žilo 153 obyvatel.
Přestavlky leží v katastrálním území Přestavlky u Sedlce o rozloze 4,37 km². V katastrálním území Přestavlky u Sedlce leží i Kvašťov.

## Historie
První písemná zmínka o vesnici pochází z roku 1389.
V obci Přestavlky (přísl. Dvorce, Kvašťov, Rohov, Staré Mitrovice, Víska, Záběhlice, 662 obyvatel, samostatná obec se později stala součástí Slap) byly v roce 1932 evidovány tyto živnosti a obchody:
2 cihelny, družstvo pro rozvod elektrické energie v Přestavlkách, holič, 3 hostince, kolář, kovář, 2 mlýny, škrobárna, 2 švadleny, 4 trafiky, velkostatkář Blaschke

## Obyvatelstvo
| Rok            | 1869 | 1880 | 1890 | 1900 | 1910 | 1921 | 1930 | 1950 | 1961 | 1970 | 1980 | 1991 | 2001 | 2011 | 2021 |
| -------------- | ---- | ---- | ---- | ---- | ---- | ---- | ---- | ---- | ---- | ---- | ---- | ---- | ---- | ---- | ---- |
| Počet obyvatel | 270  | 261  | 278  | 243  | 218  | 218  | 214  | 149  | 157  | 138  | 186  | 186  | 167  | 153  | 157  |
| Počet domů     | 33   | 35   | 36   | 34   | 39   | 37   | 40   | 43   | 110  | 36   | 34   | 43   | 44   | 46   | 56   |

## Obecní správa
Při sčítání lidu v letech 1850–1979 Přestavlky byly samostatnou obcí, se kterým patřily nejprve do okresu Sedlčany, ale od roku 1960 v okrese Benešov. Od 1. ledna 1980 jsou částí města Sedlec-Prčice v okrese Benešov. Od 1. ledna 2007 vesnice přešla spolu s městem Sedlec-Prčice z okresu Benešov do okresu Příbram. V letech 1850–1979 k obci patřily Dvorce, Kvašťov, Rohov, Staré Mitrovice, Víska a Záběhlice.

## Pamětihodnosti
- Zámek Přestavlky (Nové Mitrovice)
- Výklenková kaplička

## Další fotografie

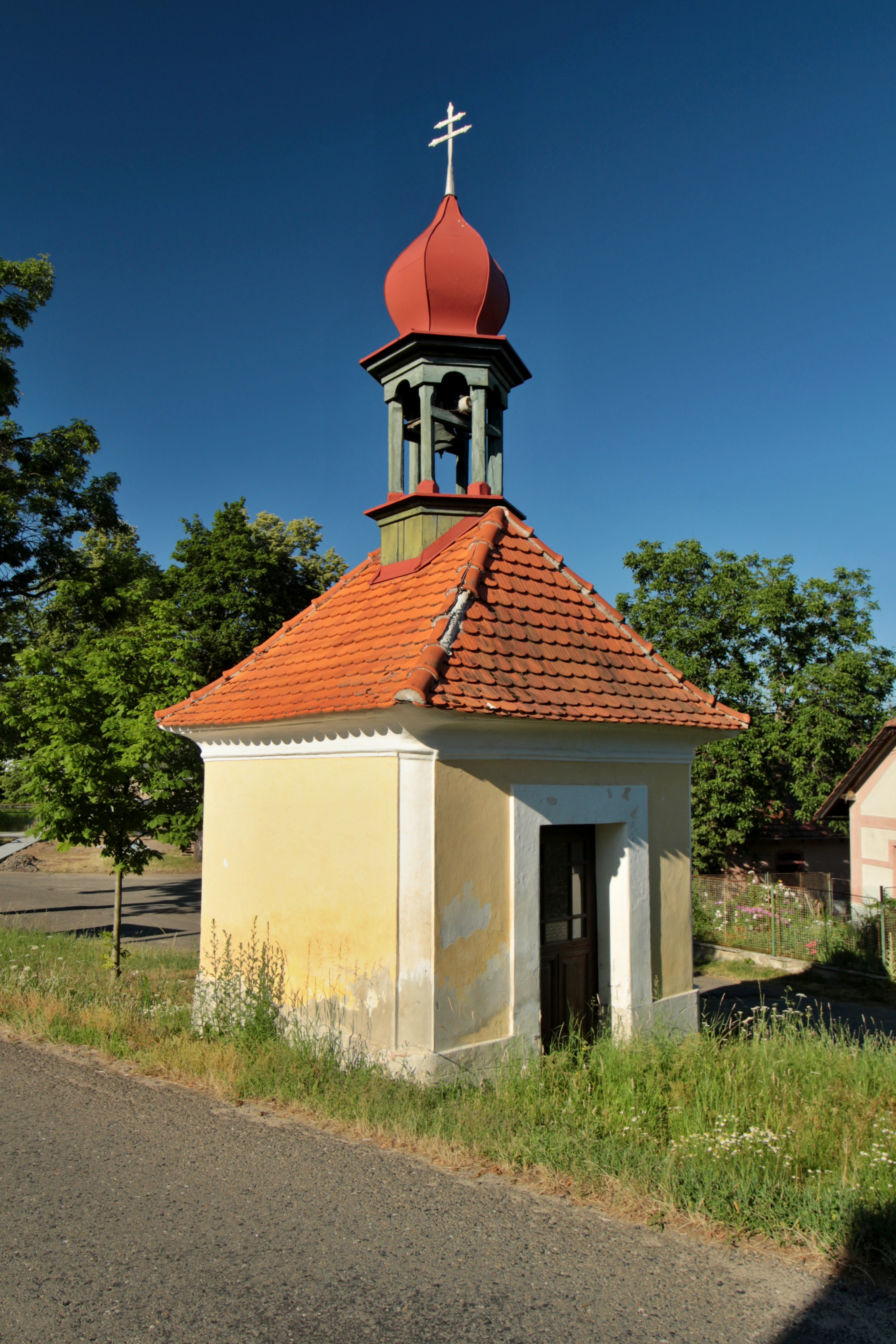
Kaplička před návsí (2019)
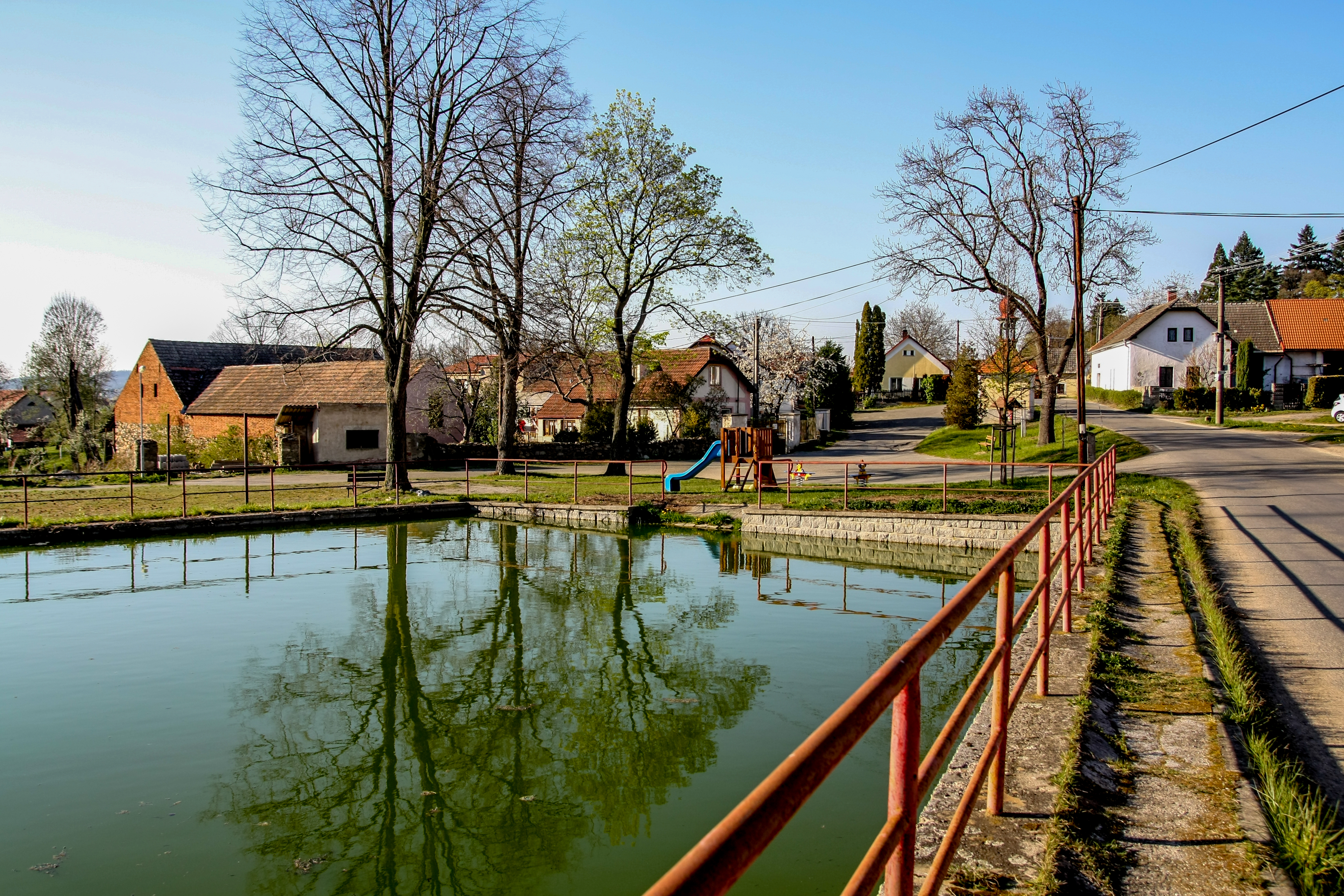
Rybník na návsi (2019)
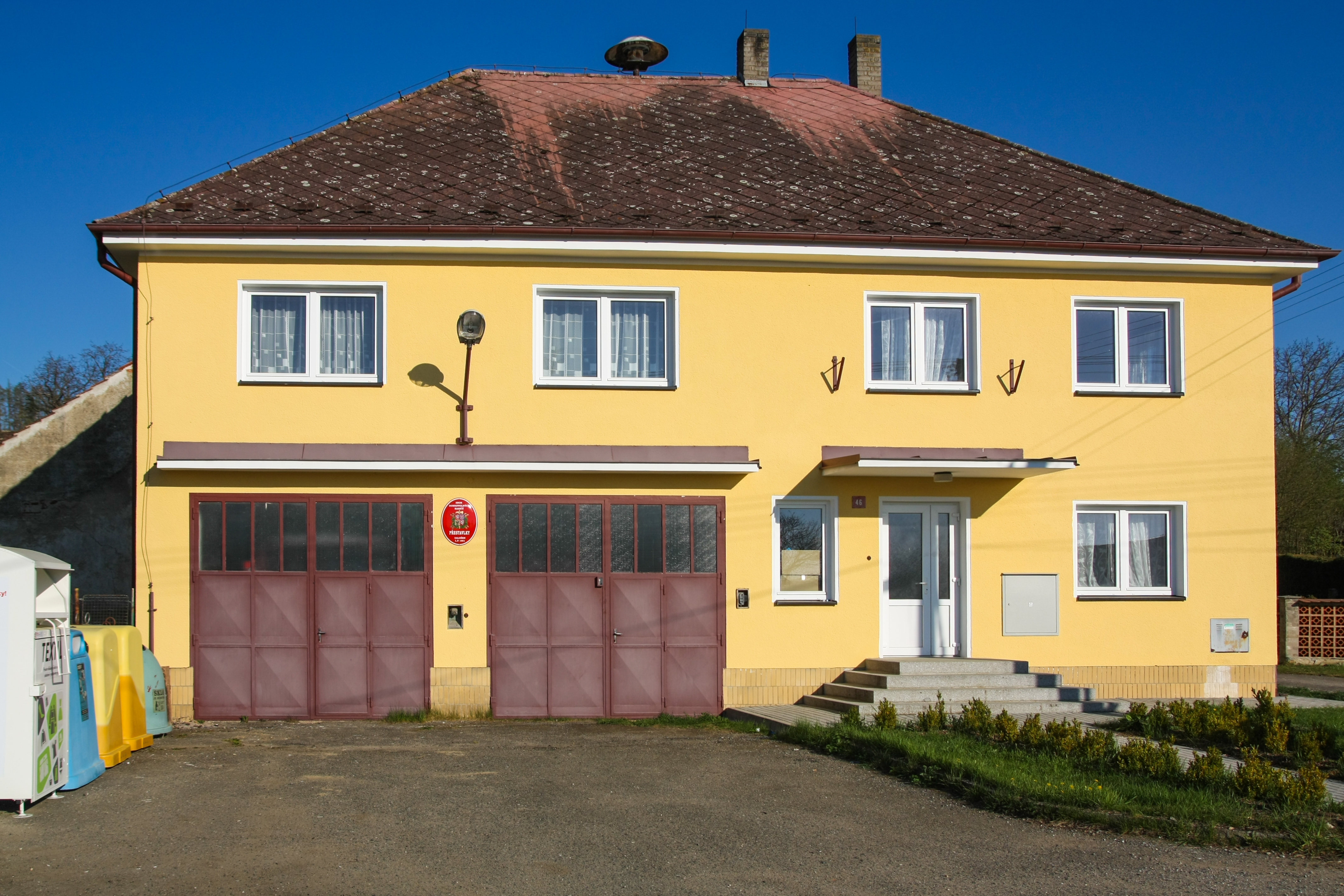
Požární zbrojnice (2019)
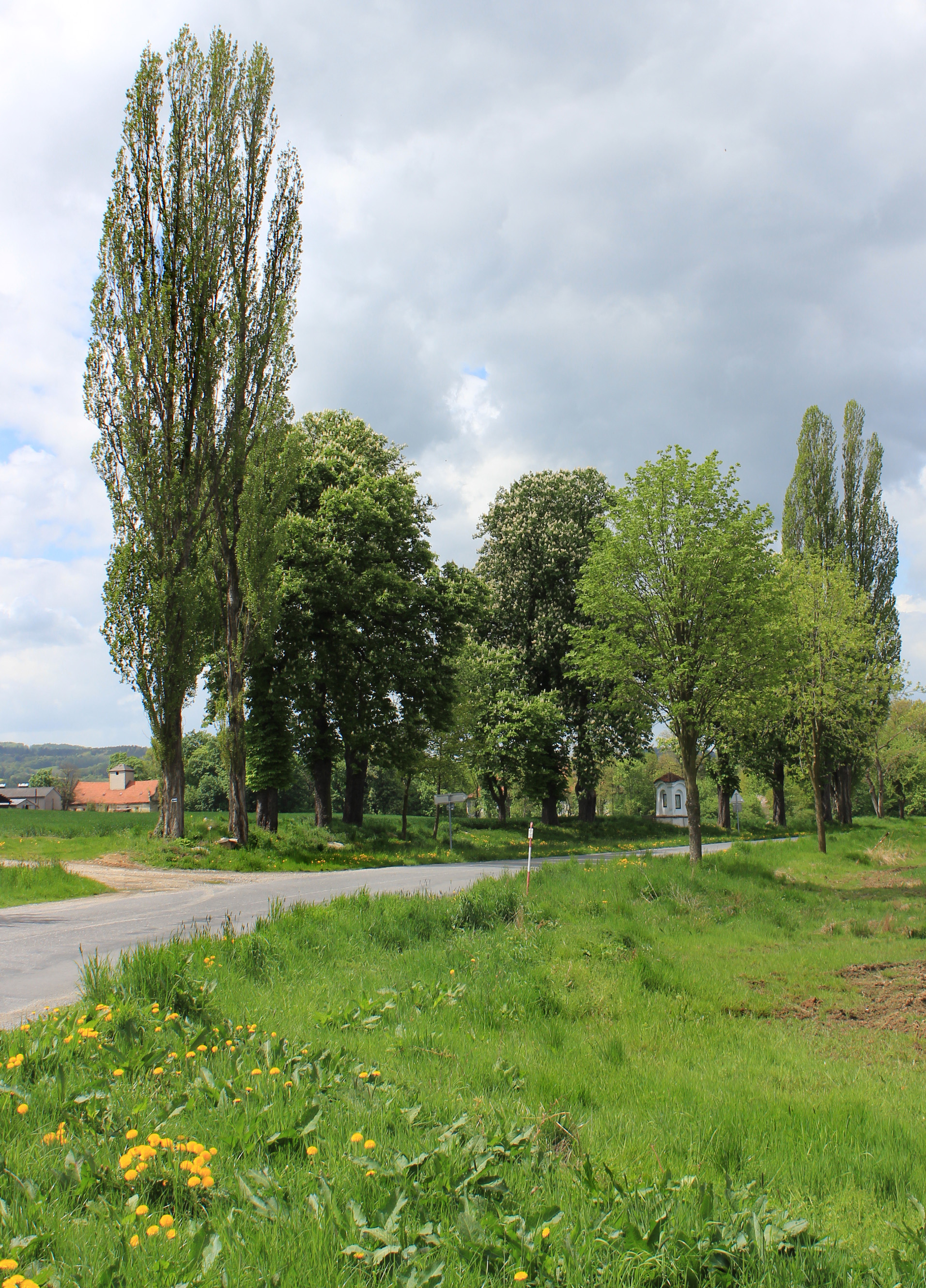
Silnice k Přestavlkám
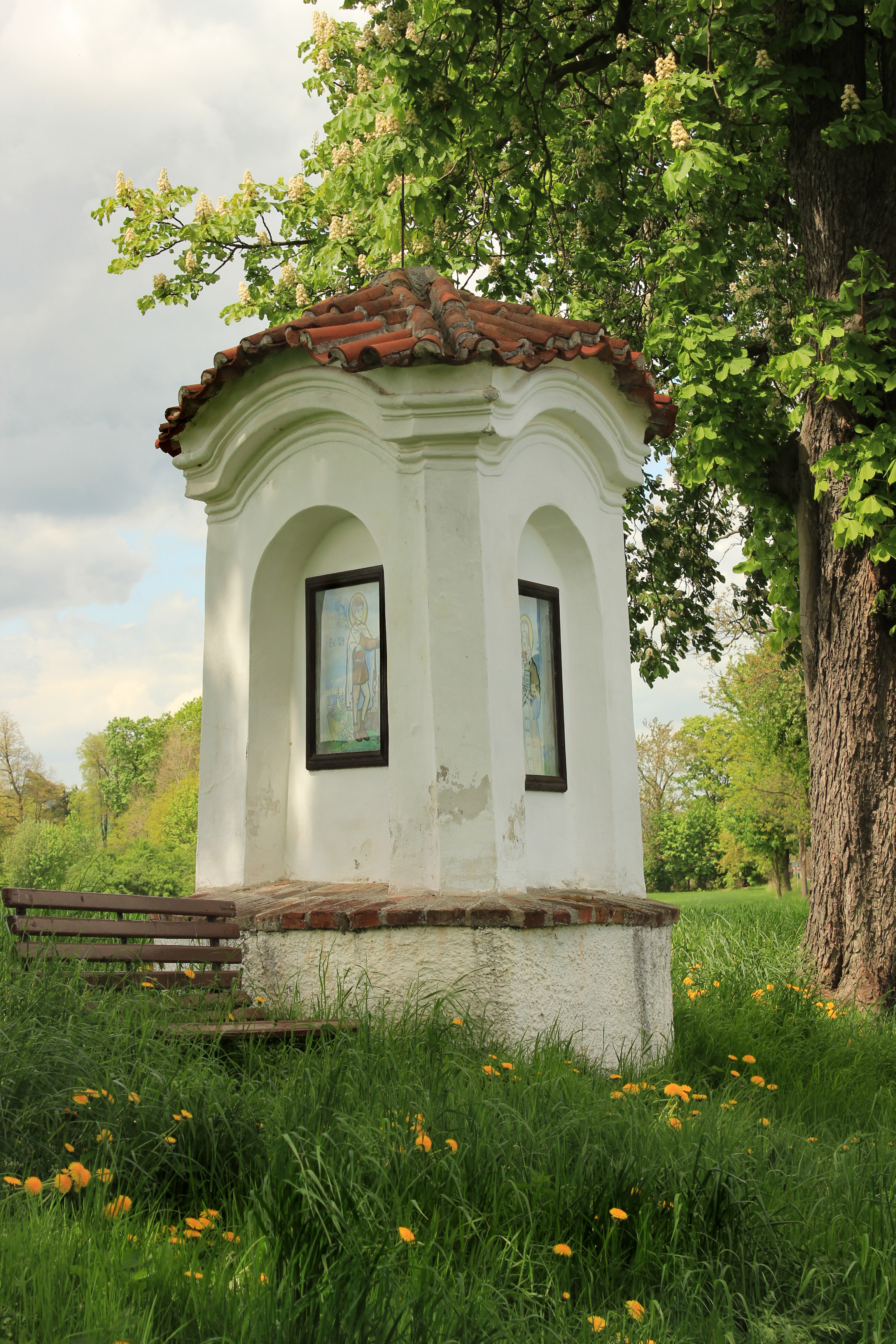
Trojboká kaplička u silnice
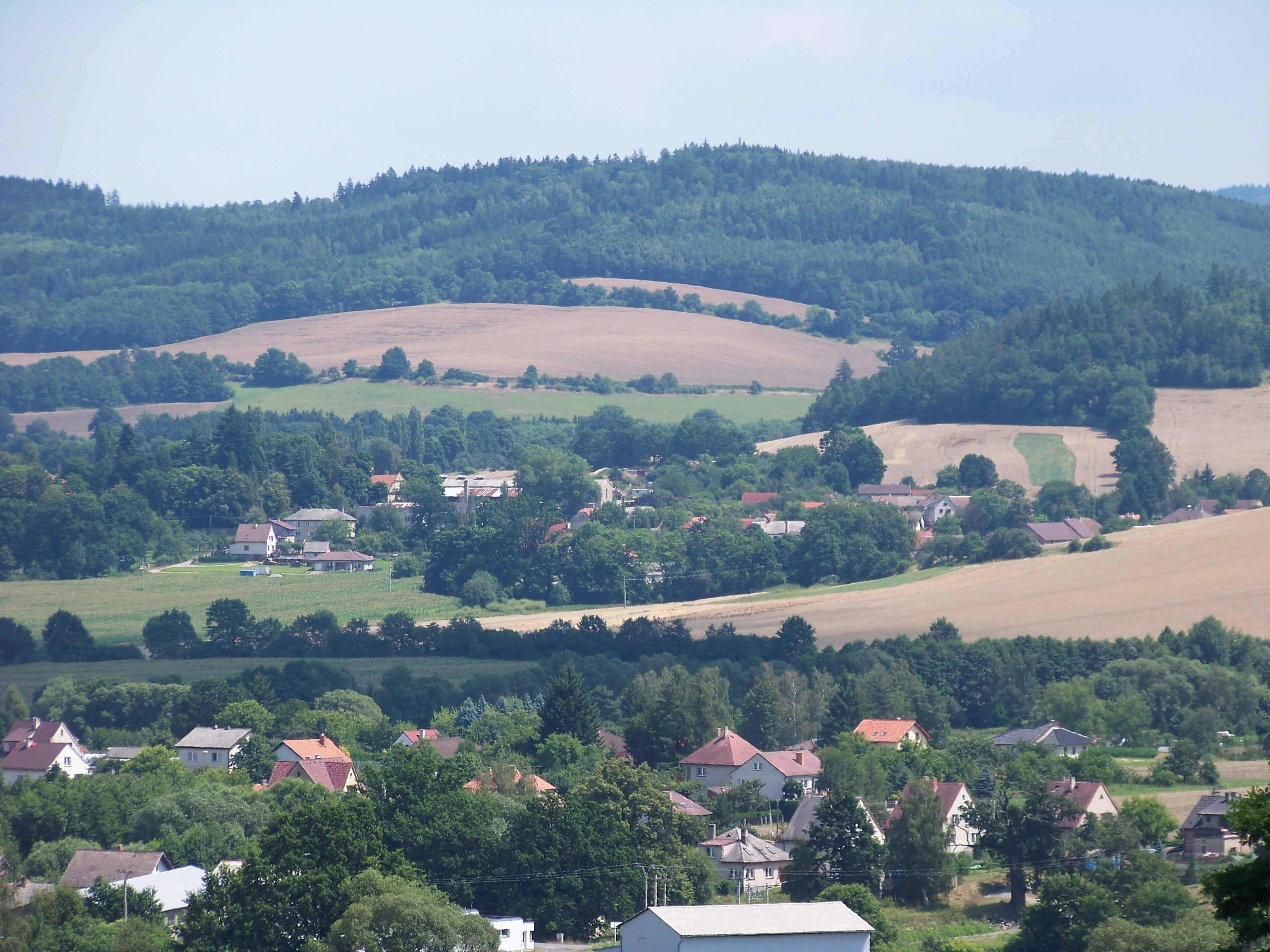
Přestavlky (v popředí výběžek Sedlce)